# ФК Слога Радовићи
Фудбалски клуб Слога Радовићи, црногорски је фудбалски клуб из Тивта, који се такмичи у Трећој лиги Црне Горе — Југ. Једном је освојио Јужну регију у оквиру Треће лиге, три пута Куп Јужне регије и три пута Куп Никша Бућин, једном у оквиру у СФР Југославије и два пута од независности Црне Горе.
Утакмице као домаћин игра у на стадиону Кртоли, у насељу Радовићи.

## Историја
Основана је 1968. године и од почетка је наступала у четвртом степену такмичења у Југославији, у Јужној регији. Године 1978. пласирала се у шеснаестину финала Купа Црне Горе, а 1980. освојила је Куп Никша Бућин.
Након осамостаљења Црне Горе на Референдуму 2006. године, такмичење је почела у Јужној регији у оквиру Треће лиге. Куп Јужне регије освојила је три пута заредом 2012, 2013. и 2014. године, док је у сезони 2014/15. по први пут у историји освојила Јужну регију. У баражу за пласман у Другу лигу у првом колу побиједила је Графичар 1 : 0, док је у другом колу изгубила од Брскова 7 : 1. У трећој утакмици изгубили су у Подгорици од Графичара 2 : 0, док су у последњој утакмици играли неријешено 0 : 0 против Брскова кући, завршили су на последњем мјесту у баражу и остали су у Јужној регији. Године 2017. освојила је Куп Никша Бућин по други пут у историји и први пут послије 1980. године, побједом у финалу против Арсенала 3 : 1 након једанаестераца, док је 2019. играла треће финале заредом и побиједила је Слогу Стари Бар 7 : 0, освојивши Куп Никша Бућин по трећи пут.
Сезону 2021/22. завршила је на седмом мјесту са 15 бодова, док је сезону 2022/23. завршила такође на седмом мјесту, са 13 бодова.

## Стадион
Утакмице као домаћин игра на стадиону Кртоли, који је направљен 1968. године, након што су становници уступали дјелове својих имања за изградњу. Налази се на пола километра од центра Радовића, близу цркве Светог спаса. Капацитета је 600 мјеста, а у почетним годинама су се голови прослављали уз звук звона са цркве или детонацијом динамита.
Терен је оштећен 2014. године, када су непознати грађани обили капију, ушли на стадион и возили аутомобил по њему, приликом чега су уништили подлогу и вукли су клупе за играче Поново је оштећен у марту 2017. године, када су га дивље свиње разровале и направиле рупе по њему.
Године 2017. компанија Luštica Development, која је и спонзор клуба, финансирала је реконструкцију стадиона заједно са општином.

## Успјеси
| Такмичење                      | Такмичење                      | Број                           | Година                         |                                |                                |
| Трећа лига Црне Горе — Југ — 1 | Трећа лига Црне Горе — Југ — 1 | Трећа лига Црне Горе — Југ — 1 | Трећа лига Црне Горе — Југ — 1 | Трећа лига Црне Горе — Југ — 1 | Трећа лига Црне Горе — Југ — 1 |
| ------------------------------ | ------------------------------ | ------------------------------ | ------------------------------ | ------------------------------ | ------------------------------ |
| Трећа лига                     | Првак                          | 1                              | 2014/15                        |                                |                                |
| Куп регије Југ — 3             |                                |                                |                                |                                |                                |
| Регионални куп                 | Побједник                      | 3                              | 2012, 2013, 2014               |                                |                                |
| Куп Никша Бућин — 3            |                                |                                |                                |                                |                                |
| Куп Никша Бућин                | Побједник                      | 3                              | 1980, 2017, 2019               |                                |                                |